# São Cosme do Vale
São Cosme do Vale is een plaats (freguesia) in de Portugese gemeente Vila Nova de Famalicão en telt 3054 inwoners (2001).